# 5 metros de poemas
5 metros de poemas es un poemario de Carlos Oquendo de Amat, escrito entre 1923 y 1925 y publicado por primera vez en Lima, en 1927 por la editorial Minerva.
El título proviene del cuarto poema del libro, nombrado "Réclam", en cuyo último verso se lee:

compró para la luna 5 metros de poemas

La carátula fue diseñada por el artista Emilio Goyburu, un motivo de cuatro rostros de teatro delante de un telón.
5 metros de poemas es el único poemario del autor, que recoge 18 poemas. Fuera de él solo publicó unos pocos poemas en revistas de la época, como Amauta (revista).
Se trata de un libro-acordeón ya que, literalmente, se abre mostrando sus "cinco metros de poemas". Habría que aclarar de que existe una advertencia, antes del primer poema titulado "Aldeanita", en la que el autor dice:

Abra el libro como quien pela una fruta

5 metros de poemas es un poemario llamativo por su variedad visual, por sus contenidos de veloz lectura y por la originalidad en la diagramación, utilizando formas y palabras ágiles, adelantándose a su época. Según Carlos Germán Belli, la concepción de este libro tiene su punto de partida en el pensamiento de Jean Epstein, quien, en un estudio sobre la poesía vanguardista afirmó: "Antes de cinco años se escribirán poemas cinematográficos: 150 metros y 100 imágenes en rosario en un hilo que seguirá la inteligencia".
Este libro se incorporó desafiante a la corriente vanguardista, caracterizada por una intención renovadora, de avance y exploración.

## Ediciones de5 metros de poemas
- 5 Metros de Poemas. Carátula de Emilio Goyburu. Lima, Editorial Minerva, 31-12-1927 [recién dada a conocer en 1929] (Edición príncipe).
- 5 metros de poemas. Lima, Editorial Decantar, 1968.
- Vuelta a la otra margen. Lima, Casa de la Cultura del Perú, 1970. (antología de poesía peruana, seleccionada por Mirko Lauer y Abelardo Oquendo, que contiene 5 metros de poemas además de cuatro poemas publicados solamente en revistas de la época; luego esta antología fue publicada en España con el título Surrealistas & otros peruanos insulares [Barcelona, Ocnos, 1973]).
- 5 metros de poemas. Lima, Petróleos del Perú, Editorial Ausonia Talleres Gráficos S. A., 1980. (Edición facsimilar).
- 5 metros de poemas. Prólogo de J. M. Gutiérrez Souza. Colofones de Carlos Meneses y J. Luis Ayala. Madrid, Editorial Orígenes S. A., Colección La Lira de Licario, 1986. ISBN 978-84-85563-50-0
- 5 metros de poemas. Presentación de Alberto Tauro del Pino. Lima, Municipalidad de Lima Metropolitana, Munilibros N.º 3, s/f [1986]. (Edición facsimilar).
- 5 metros de poemas. Puno, Grupo Lluxlla Editores, 1986.
- Voz de Ángel. Obra poética completa y apuntes para su estudio. Prólogo y colofón de Carlos Germán Belli. Lima, Editorial Colmillo Blanco, Colección de Arena, 1990.
- 5 metros de poemas. Presentación ("Oquendo de Amat: buen aventurero de emociones", pp. 7-16) por Daniel Salas Díaz. Lima, Pontificia Universidad Católica del Perú, Colección El Manantial Oculto 27, 2002.
- 5 metros de poemas. Madrid, Ediciones el Taller del Libro, Colección Poesía, 2004. ISBN 84-933844-1-0.
- 5 metros de poemas. Prólogo de J. Luis Ayala. Puno, Pro Cultura, Gobierno Regional de Puno, 2004.
- 5 metros de poemas. Lima, Arteidea Editores, 2005.
- 5 metros de poemas. Lima, Editorial Universitaria de la Universidad Ricardo Palma, 2005. (Edición facsimilar).
- 5 metros de poemas. Lima-Arequipa, Ediciones Aquelarre S. A. C., 2006. ISBN 978-612-45472-0-1 (Edición facsimilar).
- 5 metros de poemas. México D. F., Textofilia Ediciones, 2009. (enlace roto disponible en Internet Archive; véase el historial, la primera versión y la última). ISBN 978-607-7818-01-4
- 5 metros de poemas. Puno, Qhala Editores, 2011. (Edición facsimilar).
- 5 metros de poemas y otros textos. Presentación ("Carlos Oquendo de Amat visto desde la poética del juego") y edición de Sylvia Miranda. Lima-Ica: Biblioteca Abraham Valdelomar, diciembre de 2012. 76 pp. (Colección La Fuente Escondida; 3). [Contiene: reproducción facsimilar de la edición príncipe de 5 metros de poemas, textos aparecidos en publicaciones periódicas entre 1923 y 1929 en reproducción facsimilar ("Naturaleza", "Fotografía universal", "El hombre que no tenía espaldas", "Lluvia", "Canción de la niña de Mayo", "Poema surrealista del elefante y del canto", "Poema de la niña y de la flor" y "El ángel y la rosa"), fragmentos y poemas no terminados, versos sueltos y dos prosas ("Nueva crítica literaria" y reseña al libro Los sapos y otras personas de Alberto Hidalgo (1927)].
- 5 metros de poemas. Lima, Ediciones Librería Contracultura, 2013.
- 5 metros de poemas. Edición de Cecilia Podestá. Lima, Máquina Purísima Ediciones, 2014. (Edición facsimilar).

## Traducciones a otros idiomas
- Five Meters of Poems. Traducción al inglés por David M. Guss, con xilografías de Antonio Frasconi. Isla Vista, California, Turkey Press, 1986.
- Poesía Completa. Traducción al asturiano por Vicente García Oliva. Asturias, Academia de la Llingua Asturiana, Colección Llibrería Académica 1993. ISBN 978-84-8168-000-3
- 5 metros de poemas / 5 metri de poesie. Traducción al italiano por Riccardo Badini. Italia, separata de la revista In Forma di Parole, 2003. (Edición bilingūe italiano-español).
- 5 Meters of Poems. Traducción al inglés por Joshua Beckman y Alejandro de Acosta. Brooklyn, New York, Ugly Duckling Presse, 2010. ISBN 978-1-933254-59-3 (Edición bilingūe español-inglés)  Archivado el 1 de septiembre de 2012 en Wayback Machine.

## Sobre5 metros de poemas
- Ana María Rocha. El espacio y la significación en 5 metros de poemas de Carlos Oquendo de Amat. (Tesis de Bachillerato). Lima: Pontificia Universidad Católica del Perú, 1972.
- Carlos Germán Belli. La Poesía de Oquendo de Amat. (Tesis de Doctorado). Lima: Universidad Nacional Mayor de San Marcos, Facultad de Letras y Ciencias Humanas, Escuela Académico Profesional de Literatura, 1980.
- Jannine Montauban del Solar. "La parodia en 5 metros de poemas de Carlos Oquendo de Amat", en: Cifra Nueva n.º 9-10, revista de cultura de la Universidad de Los Andes, Trujillo, Venezuela, enero-diciembre de 1999, pp. 101-111; también reproducido en: Plural N° 8, Lima, enero-diciembre de 1999, revista de la Facultad de Programa de Estudios Generales de la Universidad de Lima.
- Carlos Meneses. "Versos de 80 años en 5 metros de poemas", en: Identidades N.º 93, Lima, 2005.
- Selenco Vega Jácome. Espejos de la modernidad: Vanguardia, experiencia y cine en 5 metros de poemas. Lima: Universidad San Ignacio de Loyola, 2010; 158 pp.
- José Miguel Vásquez Agüero. Experiencia cinemática en 5 Metros De Poemas de Carlos Oquendo de Amat. (Tesis de Licenciatura). Lima: Universidad Nacional Mayor de San Marcos, Facultad de Letras y Ciencias Humanas, Escuela Académico Profesional de Literatura. 2010.
- José Cárdenas Jara. "Resistencia y creolización: Hacia la construcción de un sujeto migrante en 5 Metros de Poemas de Carlos Oquendo de Amat". Ponencia presentada en el XVII Coloquio de Estudiantes de Literatura, 10-13 de septiembre de 2012, Pontificia Universidad Católica del Perú.